# Alberta Highway 216
Der Alberta Highway 216, kurz AB 216, ist die Ringautobahn um Edmonton, der Hauptstadt der kanadischen Provinz Alberta; er hat eine Länge von 70 km. Der nördliche Abschnitt des Highways ist im National Highway System als Core Route geführt, er dient als Ortsumgehung des Yellowhead Highways. Die Route wurde nach Anthony Henday benannt, einem Entdecker der Hudson’s Bay Company. Die Nummer wurde aus den Highways 2 und 16 zusammengesetzt, die mehrfach AB 216 kreuzen.

## Verlauf
Kilometer 0 des Highways liegt im Süden von Edmonton am Abzweig von Highway 2, die Kilometrierung erfolgt im Uhrzeigersinn. Nach Süden hin zweigt der Highway 2 ab, der Queen Elizabeth Highway, nach Norden hin führt dieser in Richtung Zentrum Edmontons. Nach circa 18 km trifft Highway erneut, aus dem Zentrum kommend, auf den Anthony Henday Drive, die folgenden 7 km verlaufen beide Highways gemeinsam. Highway 16, der Yellowhead Highway, trifft von den Rocky Mountains her kommend auf Highway 216, dort endet auch die gemeinsame Auszeichnung mit Highway 2, der ab dort gemeinsam mit dem Yellowhead Highway verläuft. Das nun folgende nordwestliche Teilstück wird ein weiteres Mal von Highway 2 gequert. Nördlich des Autobahnrings, an der Kreuzung mit Highway 28 befindet sich die Canadian Forces Base Edmonton. Im Osten verlässt der Yellowhead Highway Edmonton Richtung Lloydminster und quert dort noch einmal den Anthony Henday Drive. Im Osten trifft vom Stadtzentrum her kommend Highway 14, der für drei Kilometer gemeinsam mit Highway 216 verläuft, auf die Route, um dann Richtung Osten nach Camrose wieder abzuzweigen.